# Сатир (музыкант)
Сатир (норв. Satyr), настоящее имя Сигурд Вонгравен (норв. Sigurd Wongraven, родился 28 ноября 1975) — вокалист, гитарист, басист, клавишник и автор текстов норвежской блэк-метал группы Satyricon. Кроме того, он был вокалистом в нескольких песнях группы Thorns на одноимённом альбоме и вместе с Исаном из Emperor.
В 1994 году создал блэк-эмбиент-проект Wongraven. В 1995 году совместно с Fenriz'ом (Darkthrone) и Кари Руэслоттен (The 3rd and the Mortal) организовал фолк-метал группу Storm, записавшую единственный альбом «Nordavind».
Satyr является владельцем лейбла Moonfog Productions, на котором были выпущены некоторые альбомы Satyricon, а также записывались некоторые другие блэк-металические группы, включая Darkthrone.
Satyr коллекционирует вина, а также раритеты, связанные с историей метал-музыки. В частности, в его коллекции есть первые виниловые издания альбомов Bathory, Venom, Black Sabbath, Possessed, а также пластинка Burzum, на которой остались пятна крови Евронимуса из Mayhem.